# Daniel Le Scornet
Daniel Le Scornet, né le 9 septembre 1946 à Argenteuil, est un homme politique français. Ancien président de la Fédération des mutuelles de France, il est depuis 2010 président de l'association La Fraternité en Art, Sciences et social. Le 7 octobre 2010, il annonce sa candidature à la primaire présidentielle socialiste de 2011.

## Jeunesse, études, et famille
Né de père ouvrier et de mère au foyer, il est le troisième enfant d’une famille de 5. En 1962, il obtient son brevet d’études industrielles (chimie) de l'école nationale de chimie de Paris. Il devient par la suite, en 1964, chimiste sur bateau de la Marine nationale et du CNRS, Tahiti et océan Pacifique.

## Vie publique
Daniel le Scornet a présidé la Fédération des mutuelles de France de 1990 à 2001. Il a également initié la couverture maladie universelle (CMU) qui a été mise en place par Martine Aubry en l'an 2000 et siégea au Conseil Économique et Social Européen.

## Vie politique
Le 7 octobre 2010, il annonce sa candidature à la primaire présidentielle socialiste de 2011. Il espère « créer la surprise » en 2011 et rapprocher les citoyens de la politique prônant notamment un système où « une fraction de citoyen serait tirée au sort pour siéger dans les institutions » et une « nouvelle articulation des pouvoirs », qui reposerait davantage sur les acteurs sociaux. Son parcours est issu d’une expérience militante, entreprenante et rassembleuse au sein du mouvement social progressiste national et européen. Il ne parvient cependant pas à réunir le nombre de parrainages nécessaires à la candidature aux primaires socialistes.

## Distinctions
- Chevalier de la Légion d'honneur